# Cristian Mora
Cristian Rafael Mora Medrano,  né le 26 août 1979, est un footballeur international équatorien.

## Biographie
Fin 2005, il fut le premier choix du sélectionneur au poste de gardien de but.
Mora participe à la Coupe du monde 2006 avec l'équipe d'Équateur.
Il joue au poste de gardien de but avec l'équipe d'Équateur et le club de Club Deportivo El Nacional.

## Palmarès
- Champion d'Équateur en 2005